# Annelies Reinhold
Annelies Reinhold (* 5. Januar 1917 in Meran, Österreich-Ungarn; † 6. Januar 2007 in Oldenburg; gebürtig Anneliese Reineke) war eine deutsche Schauspielerin.

## Leben und Karriere
Von 1938 bis 1943 war sie Tänzerin am Staatstheater Kassel. 1939 spielte sie an der Volksbühne Berlin in Heinrich von Kleists Amphitryon, 1941 in Hermann Sudermanns Komödie Die Schmetterlingsschlacht.
Sie wirkte zunächst in mehreren Filmen als Formations-Tänzerin oder ungenannt in kleinen Rollen mit. Ihre erste größere Filmrolle erhielt sie 1940 als Artistin und Partnerin René Deltgens in dem Zirkusfilm Die drei Codonas. 1942 übernahm sie die Titelrolle in dem Liebesfilm Violanta, und 1944 war sie in Die Affäre Rödern als Sängerin zu sehen. Sie stand 1944 in der Gottbegnadeten-Liste des Reichsministeriums für Volksaufklärung und Propaganda.
Reinhold wurden auch nach dem Krieg wichtige Filmaufgaben zugeteilt, zuletzt 1950 in König für eine Nacht. Anschließend heiratete sie Paul May, den Regisseur des Films, und zog sich in das Privatleben zurück. Die Ehe wurde später geschieden.
Am 6. Januar 2007 verstarb Annelies Reinhold einen Tag nach ihrem 90. Geburtstag.

## Filmografie
- 1940: Die 3 Codonas
- 1942: Violanta
- 1943: Paracelsus
- 1943: Die unheimliche Wandlung des Axel Roscher
- 1944: Die Affäre Roedern
- 1944/49: Ein Herz schlägt für Dich
- 1944/49: Die Nacht der Zwölf
- 1948: Leckerbissen
- 1949: Duell mit dem Tod
- 1950: König für eine Nacht